# Johannes Linke (Geograph)
Johannes Christian Linke (* 24. Juni 1905 in Planitz; † 2. Mai 1975) war ein deutscher Geograph, Lehrer und Heimatforscher. Bekannt wurde er als Chronist der Insel Borkum und Verfasser zahlreicher Heimatbeiträge.

## Leben und Wirken
Er war der Sohn des evangelisch-lutherischen Pastors Theodor Linke aus Planitz. Nach dem Volksschulbesuch in Planitz bei Zwickau legte er das Abitur am Gymnasium ab und studierte im Anschluss an der Universität Leipzig, wo er 1932 zum Dr. phil. promovierte. Er hatte sich als Geograph unter anderem auf wirtschaftsgeographische Beziehungen in Korea, auf das Umfeld der Emsmündung und auf die Geschichte des Walfangs spezialisiert. 1932 heiratete er die Tochter des Mediziners Hugo Ebersbach aus Johanngeorgenstadt. Er erhielt zunächst eine Anstellung an der Schule des Großen Waisenhauses in Potsdam. Auf der Insel Borkum fand er später in Ostfriesland eine neue Heimat. Hier wirkte er als Studienrat, baute nach Ende des Zweiten Weltkrieges im Auftrag des Borkumer Heimatvereins das Heimatmuseum in den Räumen der Kurverwaltung wieder auf, nahm mit seinen Schülern archäologische Ausgrabungen vor und befasste sich intensiv mit der Geschichte der Insel und wird deshalb als „großartiger Inselchronist“ und einer der „beste[n] Kenner des Mündungsgebietes der Ems und seiner Geschichte“ bezeichnet.

## Schriften (Auswahl)
- Veränderung der wirtschaftsgeographischen Beziehungen in Korea unter dem Einfluß der Erschließung (Weltwirtschaftliche Abhandlungen, 10). Stuttgart 1933.

## Nachlass
Der wissenschaftliche (Teil-)Nachlass von Johannes Linke  mit seinen Materialsammlungen über Korea befindet sich heute im Leibniz-Institut für Länderkunde in Leipzig.